# Brunnbachbrücke

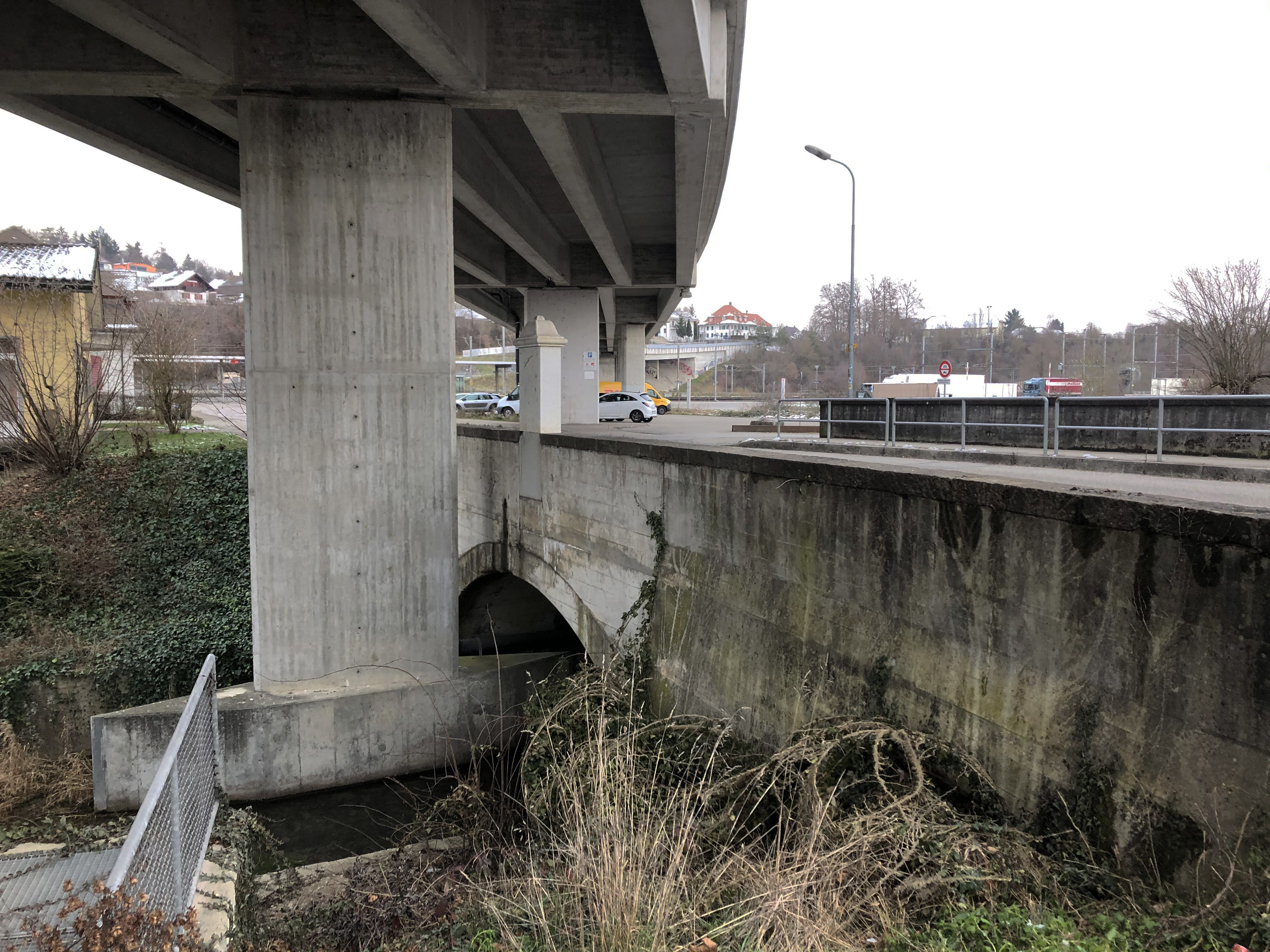
Brunnbachbrücke unter dem Viadukt Roggwil-Wynau

Die Brunnbachbrücke (auch Razi-Brücke) ist eine Bogenbrücke über den Brunnbach in der Gemeinde Roggwil im Kanton Bern.

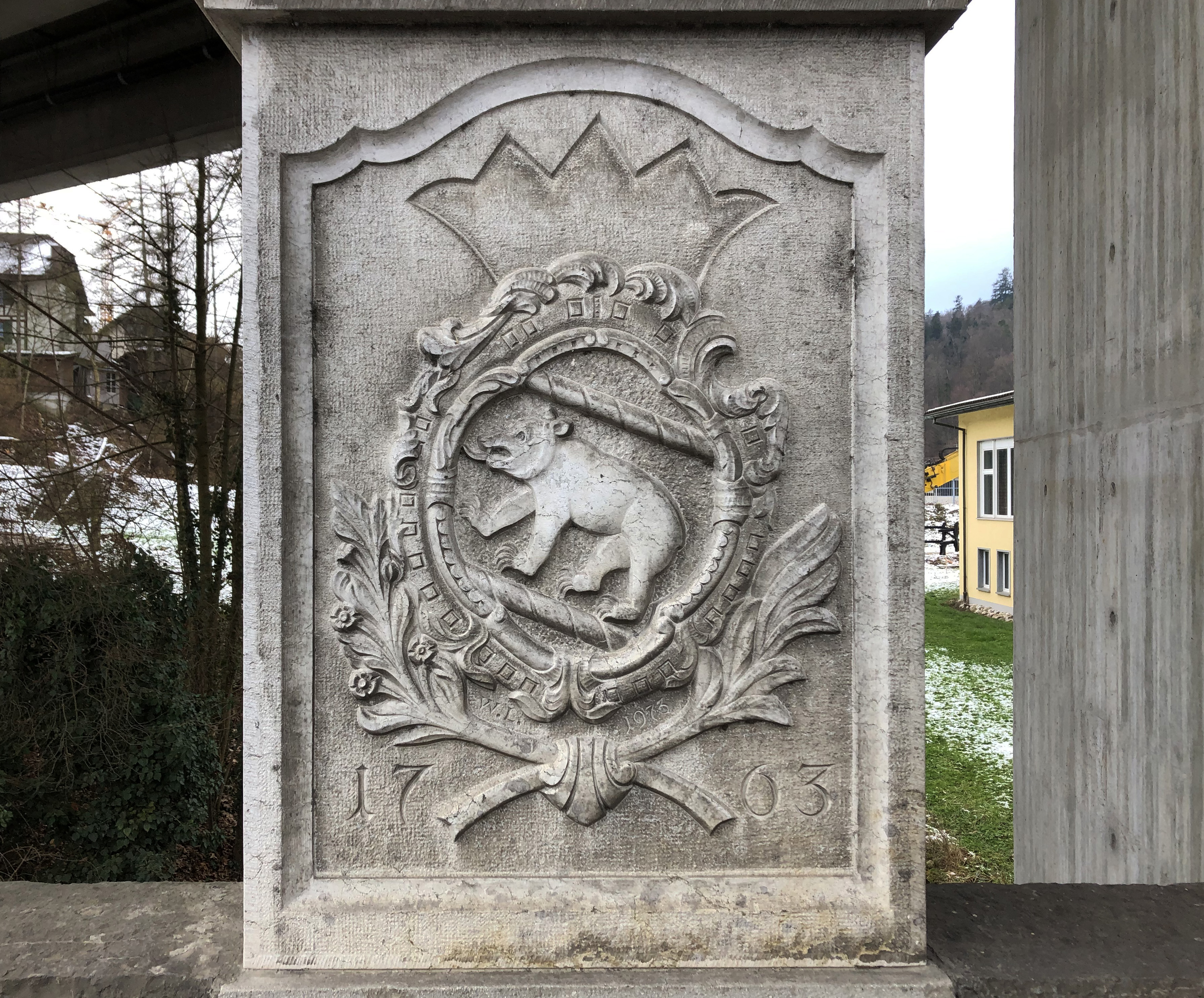
Wappenstein

Die Brücke trägt heute die Bahnhofstrasse von Roggwil über den Brunnbach. Vom Strassenkreisel an der Hauptstrasse 1 auf der Anhöhe südlich der Brunnbachniederung zweigt die Hauptstrasse 256 nach Roggwil und St. Urban ab, und von dieser unmittelbar danach die Bahnhofstrasse, die zur Brückenstelle hinunter und nördlich davon zum Bahnhof Roggwil-Wynau führt.
Die gemauerte Bogenbrücke entstand zu Beginn des 18. Jahrhunderts als Verkehrsbauwerk an der neuen Landstrasse von Bern nach Zofingen und Zürich. Diese wichtige Handelsstrasse, die als erste Route im bernischen Territorium (und in der Schweiz) ausgebaut wurde, führte nördlich an der Ortschaft Roggwil vorbei und passierte die Brunnmatte und die Tafelei, wo sie den Brunnbach und den Bergbach überquerte und dann bei der Örtlichkeit Steingass auf die Höhe von Wynau hinaufstieg. In der Zeit der Helvetik gehörte die Route zu den Strassen 1. Klasse, und im 19. Jahrhundert war sie eine zentrale Poststrasse.
Der grosse Wappenstein auf der flussaufwärts liegenden Brüstung erwähnt das Baudatum von 1763 sowie in kleiner Schrift das Jahr 1973 für eine Restaurierung des Monuments. Ein gleichartiger, aber jüngerer Wappenstein von 1818 befindet sich auf der Murgbrücke von Obermurgenthal, die ebenfalls zur Landstrasse von Bern in den Aargau gehört.
Die Strassenbrücke hat eine Bogenspannweite von etwa neun Metern. Das ursprüngliche Natursteingewölbe ist etwa acht Meter breit. Nach dem Ersten Weltkrieg liess der Kanton Bern die wichtigeren Hauptdurchgangsstrassen nach den Anforderungen des motorisierten Strassenverkehrs ausbauen. Wohl im inschriftlich in der Betonwand unter dem Relief erwähnten Jahr 1939 wurde die Brunnbachbrücke um einige Meter verbreitert: oberwasserseitig steht ein zwei Meter breiter Bogen aus Stahlbeton mit dem gleichen Querschnitt wie die alte Brücke direkt neben dieser, und in der neuen Betonbrüstung ist der historische Reliefstein mit dem Bernerwappen eingelassen. Unterwassersseitig ist eine auskragende Betonplatte angefügt, an welcher Werkleitungen befestigt sind.
Im neueren Schweizer Strassensystem wird die alte Landstrasse als Hauptstrasse 1 geführt. Weil die beträchtlichen Steigungen an beiden Talflanken und vor allem der Niveauübergang neben dem Bahnhof an der verkehrsreichen Bahnstrecke Olten–Bern den Strassenverkehr zu sehr behinderten, baute der Kanton Bern 1973 einen langen Betonviadukt über das ganze Tal; ein Pfeiler dieser neuen Talquerung steht neben der Brunnbachbrücke im Bachbett. Der Bahnübergang wurde aufgehoben und die alte Strassenbrücke dient seither noch für die Zufahrt zum Bahnhof und zu den grossen Industriearealen am Brunnbach. Weil die Statik des Bauwerks für den intensiven Schwerverkehr als ungenügend beurteilt wurde, liess die Gemeinde Roggwil 2015 den Zustand der Brücke untersuchen, um danach entscheiden zu können, ob die Brücke saniert oder durch einen Neubau ersetzt werden soll. Die Instandsetzungsarbeiten sind für 2023 geplant. 